# Ascidieria
Ascidieria is een klein geslacht van orchideeën uit de onderfamilie Epidendroideae, dat afgescheiden is van het geslacht Eria.
Het zijn epifytische orchideeën uit tropisch Zuidoost-Azië.

## Kenmerken
Ascidieria-soorten zijn sterk gelijkend op die van het geslacht Eria, waarvan zij afgescheiden zijn, en waarmee zij hun habitat delen.
De belangrijkste verschilpunten zijn de bootvormige bloemlip van Ascidieria, en de zijdelingse kelkbladen die rechtstreeks op de basis van het gynostemium zijn bevestigd; het gynostemium vertoont geen aparte voet.

## Habitat en verspreiding
Ascidieria-soorten groeien in tropische laagland- en lage bergwouden in Thailand, Borneo, Maleisië en Sumatra.

## Taxonomie
Het geslacht werd lange tijd beschouwd als monotypisch, maar in 1995 is een tweede soort toegevoegd. De typesoort is Ascidieria longifolia.
- Soorten:
  - Ascidieria longifolia (Hook.f.) Seidenf. (1984)
  - Ascidieria verticillaris (Kraenzl.) Garay (1995)